# Peddars Way
Il Peddars Way è un sentiero a lunga distanza che attraversa le regioni del Suffolk e Norfolk, in Inghilterra.

## Itinerario
Il Peddars Way si estende per 74 km (46 miglia) e segue il tracciato di una strada romana . Più di un autore ha suggerito che non si tratta in realtà di una strada romana, quanto piuttosto di un'antica pista, un ramo o estensione della Icknield Way, che venne poi usata e rimodellata dai romani. Il nome sembrerebbe derivare dal latino pedester - a piedi. Viene menzionata per la prima volta in una mappa del 1587 d.C. Inizia a Knettishall Heath nel Suffolk (vicino al confine Norfolk-Suffolk, circa 7 km o 4 miglia a est di Thetford) e si collega con il Norfolk Coast Path a Holme-next-the-Sea .
Insieme al Norfolk Coast Path, forma il Peddars Way & Norfolk Coast Path National Trail, uno dei 15 percorsi nazionali in Inghilterra e Galles,  e i due percorsi uniti coprono una distanza di 214 km (133 miglia).
È uno dei quattro sentieri a lunga distanza che, se combinati, vanno da Lyme Regis a Hunstanton e a cui ci si riferisce col nome di Greater Ridgeway . A Knettishall Heath, il Peddars Way si unisce all'Icknield Way Path per 110 miglia a sud-ovest fino a Ivinghoe Beacon nel Buckinghamshire.

## Guida e segnaletica
Una guida dettagliata di 144 pagine, che include mappe in scala 1:25 000 redatte dall'Ordnance Survey e descrive il percorso da sud a nord, è pubblicata nella serie di National Trail Guides. Il sentiero è molto ben segnalato con due tipi generici di segnavia lungo tutto il percorso. Agli incroci ci sono semplici cartelli di legno contrassegnati "Peddars Way". Altrove vengono usati dischi bianchi, gialli e verdi con il segno della ghianda tipicamente utilizzato su tali percorsi a lunga distanza.

## Trasporto pubblico
La Peddars Way può essere raggiunta tramite mezzi pubblici . C'è un sentiero che collega l'estremità meridionale, a Knettishall Heath, alla vicina stazione ferroviaria di Harling Road . Holme, all'estremità settentrionale, è dotata di un servizio di autobus che la collega regolarmente con King's Lynn, Hunstanton e Sheringham . Sia King's Lynn che Sheringham permettono ulteriori collegamenti attraverso i loro servizi ferroviari regolari.

## Folclore
Il Peddars Way era tradizionalmente considerato uno dei luoghi infestati dal fantasma del Black Shuck, un segugio dell'Anglia orientale.

## Galleria d'immagini

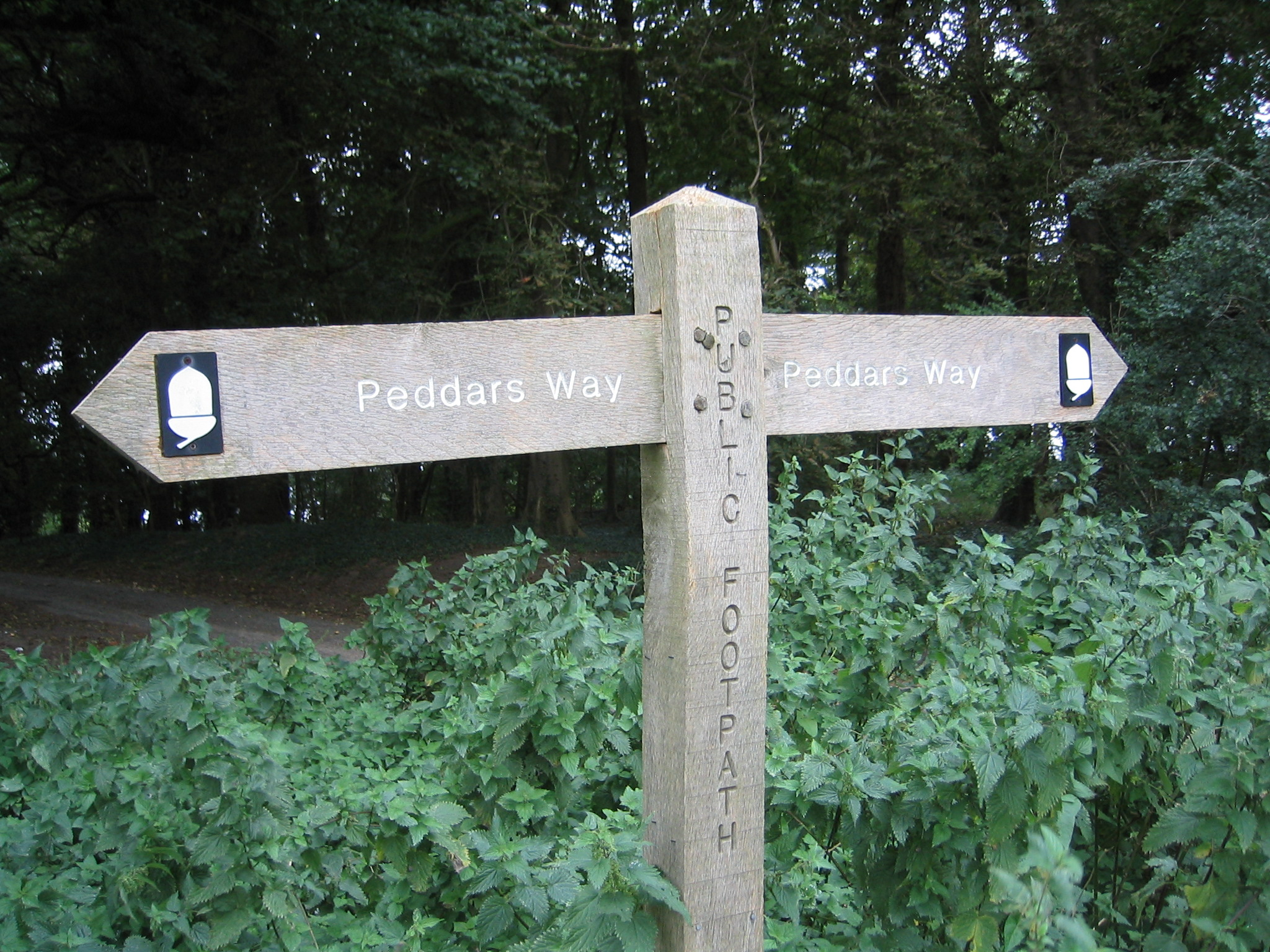
Cartello Peddars Way
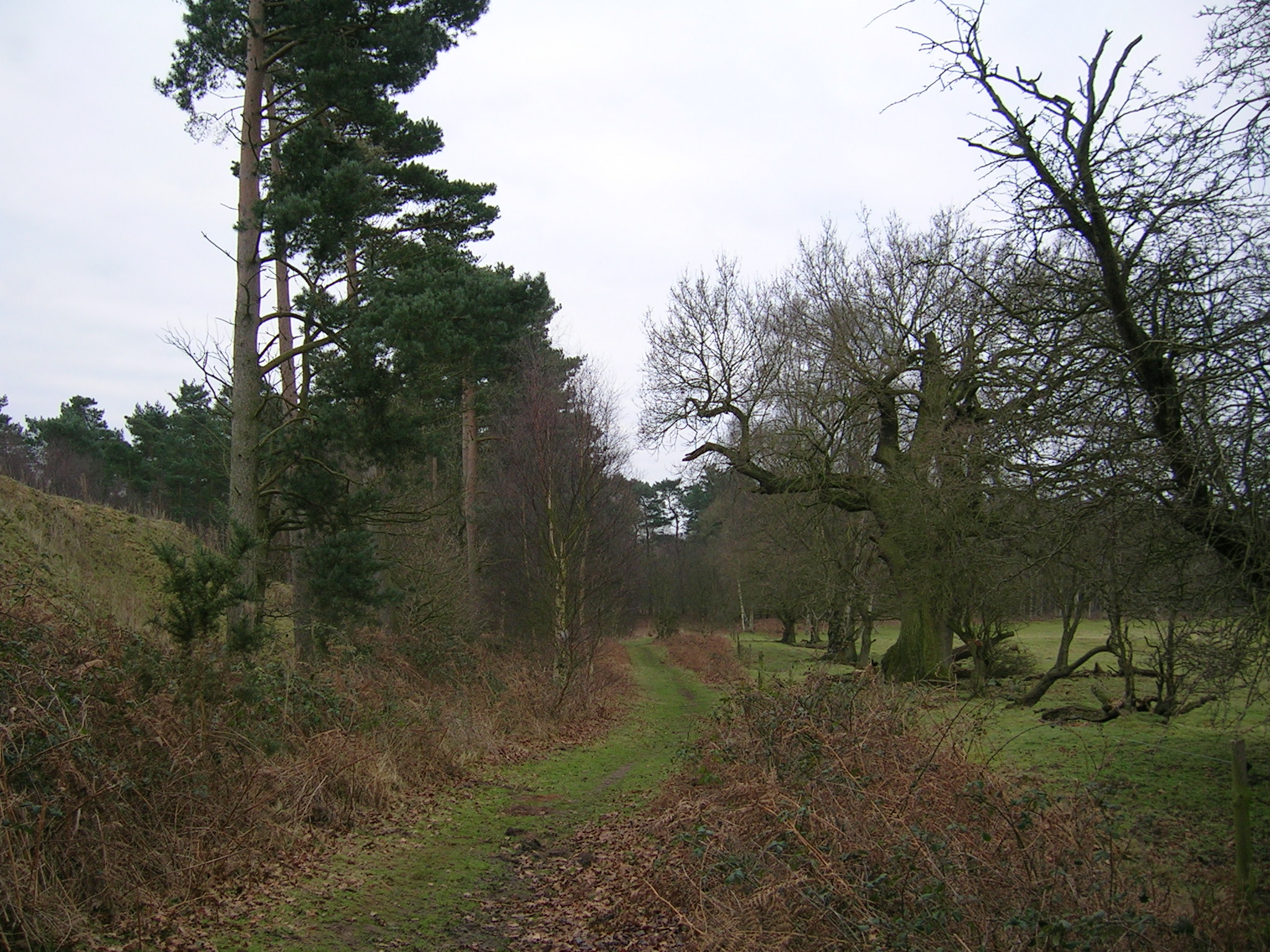
Knettishall Heath
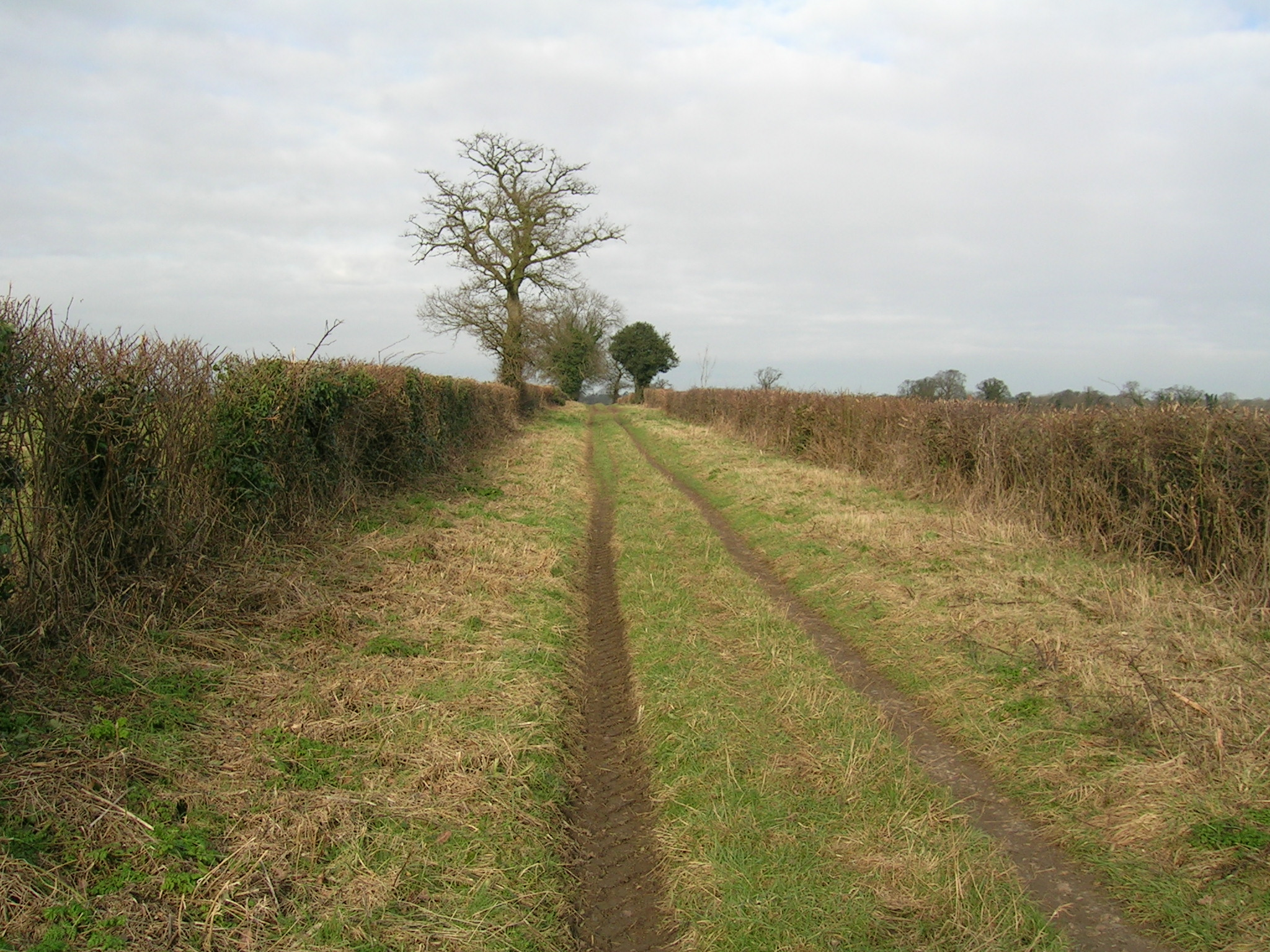
presso Little Cressingham
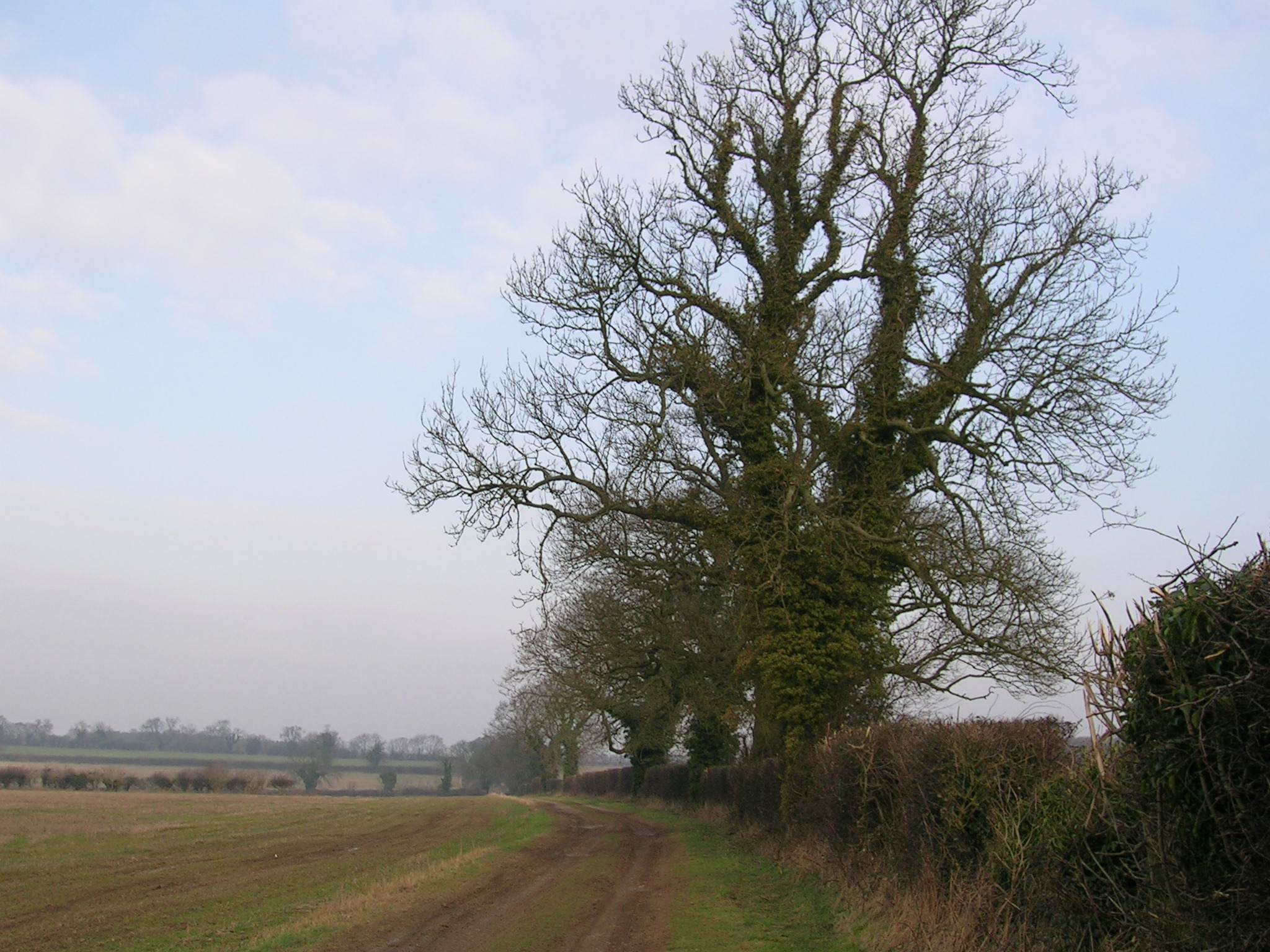
Massingham Heath
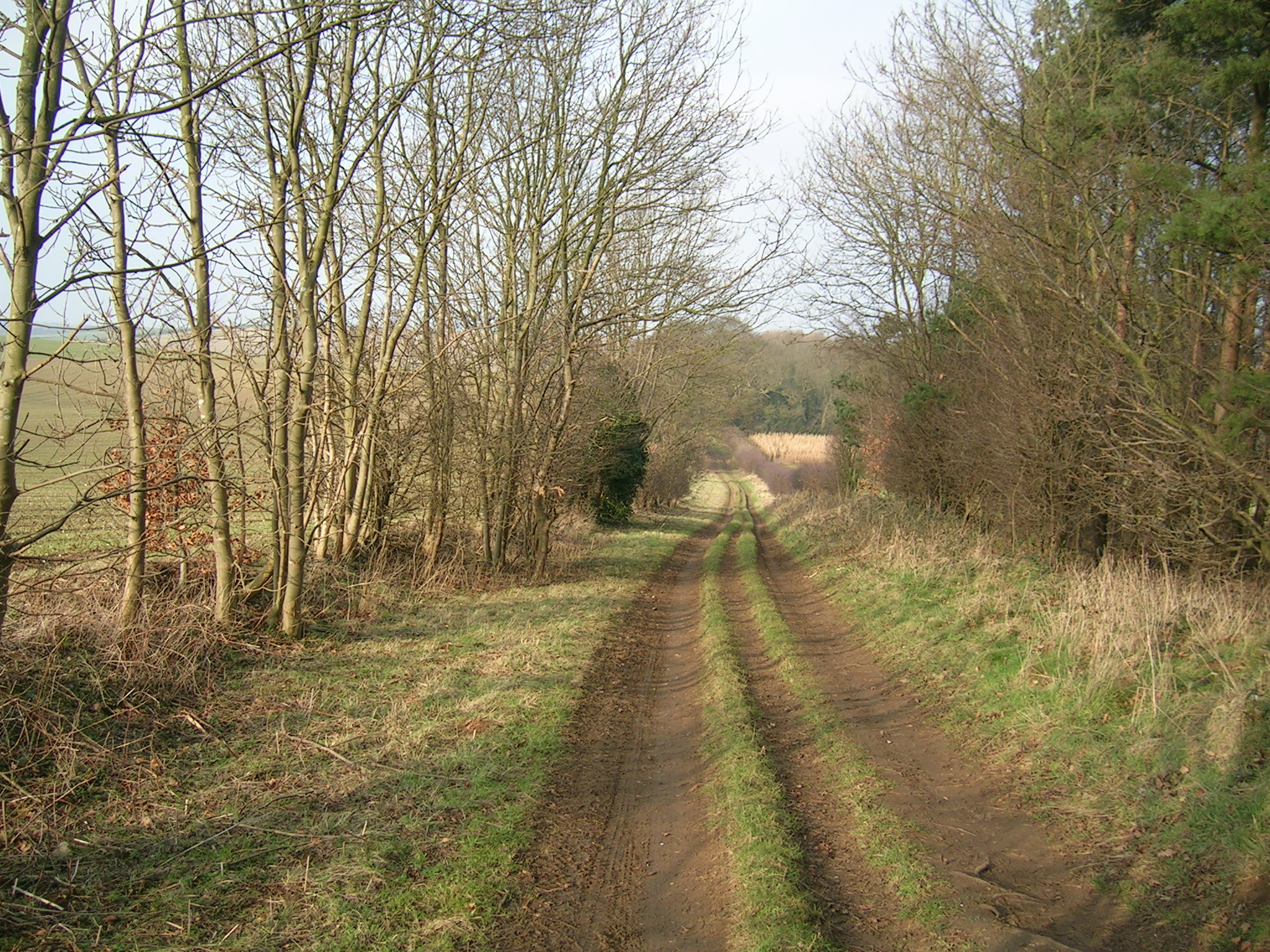
presso Fring
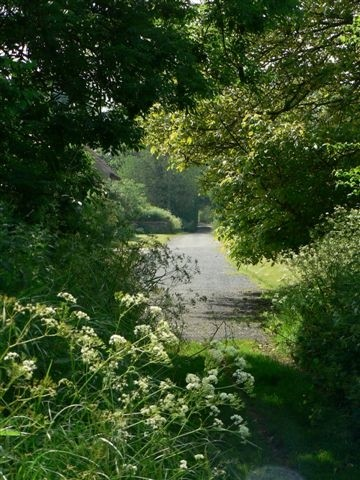
dal Magazine Wood Sedgeford